# Сабадош, Шэннон
Шэннон Сабадош (англ. Shannon Szabados; род. 6 августа 1986, Эдмонтон) — канадская хоккеистка, вратарь. Олимпийская чемпионка 2010 года и 2014 года, чемпионка мира 2012 года, трёхкратный серебряный призёр чемпионата мира.

## Карьера
Сабадош является действующим вратарём команды «Форт-Саскачеван Чифс», в прошлом она защищала цвета команд «Грант Макэван Гриффинс», «НАЙТ Укс», «Коламбус Коттонмаутс» и «Пеорайа Ривермен». В сезоне 2002/2003 она провела один матч за «Трай-Сити Американс», став первой женщиной, поучаствовавшей в играх Западной хоккейной лиги. 21 ноября 2014 года в составе клуба «Коламбус Коттонмаутс» она одержала первую победу в матче Южной профессиональной хоккейной лиги со счётом 5:4 над «Файетвилль ФайрАнтц». 27 декабря 2015 года она стала первой женщиной, отыгравшей «на ноль» матч в мужской профессиональной хоккейной лиге: «Коттомаутс» победили команду «Хантсвилль Хавок» со счётом 3:0.
На зимних Олимпийских играх 2010 сыграла три матча (против Швейцарии, Финляндии и США), в которых была на льду полных 180 минут. Отбила 59 бросков из 60 (единственную шайбу пропустила от швейцарской хоккеистки Дарси Лаймгрубер).